# Luzytanie

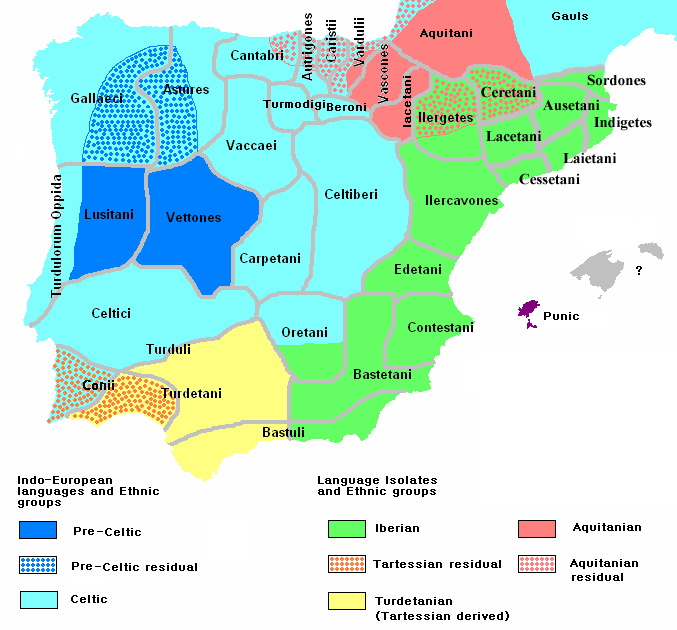
Rozmieszczenie plemion na Półwyspie Iberyjskim ok. 200 r. p.n.e.

Luzytanie (łac. Lusitani) – starożytny lud indoeuropejski, mówiący językiem luzytańskim, żyjący w zachodniej części Półwyspu Iberyjskiego.
Po długim oporze podbity przez Rzym (139 p.n.e.), uległ romanizacji.
Najbardziej znanym przedstawicielem tego ludu jest wódz luzytański Wiriatus.
Luzytanie składali ofiary z jeńców, ich wnętrzności wykorzystywali do wróżenia. Strabon, na podstawie prac Artemidora, opisuje Luzytanów w Geographia jako lud pijący piwo, używający masła i wypiekający chleb ze zmielonych żołędzi.